# Emerson Sheik
Pour les articles homonymes, voir Emerson.
Márcio Passos de Albuquerque est un footballeur brésilo-qatarien né le 6 décembre 1978 au Brésil. Il évoluait au poste d'attaquant.

## Biographie
Il commence sa carrière au prestigieux club brésilien du São Paulo FC. Très vite non-retenu en équipe première, il décide de s'expatrier au Japon au Consadole Sapporo, club de division 2, puis au Kawasaki Frontale, également club de division 2 japonaise. Très vite, il se fait remarquer grâce à ses 50 buts en 52 matchs toutes compétitions confondues, et signe au Urawa Red Diamonds, où il fait une saison plus qu'honorable.
En 2005, il part pour le Qatar au Al Sadd Doha où, là aussi, il réalise une très bonne saison.
En juillet 2007, il arrive au Stade rennais pour 5 millions d'euros. Il ne jouera en tout que 27 minutes en championnat.
Il est finalement revendu par le club breton au Al Sadd Doha, club d'où il venait pour 5 500 000 euros.
En mars 2009, il retourne au pays dans le club de CR Flamengo.
En août 2009, il signe un contrat de 2 ans avec le club émirien Al Ain.
En 2012, revenu au Brésil à Corinthians, il marque un doublé en finale de Copa Libertadores, offrant son premier titre à l'équipe.

## Statistiques
| Saison    | Club               | Championnat         | Championnat | Championnat | Coupe nationale | Coupe nationale | Coupe de la Ligue | Coupe de la Ligue | Compétition(s) continentale(s) | Compétition(s) continentale(s) | Compétition(s) continentale(s) | Total | Total |
| Saison    | Club               | Division            | M.          | B.          | M.              | B.              | M.                | B.                | Comp.                          | M.                             | B.                             | M.    | B.    |
| 1998      | São Paulo FC       | Série A             | 3           | 0           | -               | -               | -                 | -                 | -                              | -                              | -                              | 3     | 0     |
| 1999      | São Paulo FC       | Série A             | 8           | 2           | -               | -               | -                 | -                 | -                              | -                              | -                              | 8     | 2     |
| 2000      | Consadole Sapporo  | J.League 2          | 34          | 31          | -               | -               | 1                 | 0                 | -                              | -                              | -                              | 35    | 31    |
| 2001      | Kawasaki Frontale  | J.League 2          | 18          | 19          | -               | -               | 1                 | 1                 | -                              | -                              | -                              | 19    | 20    |
| 2001      | Urawa Red Diamonds | J.League 1          | 13          | 7           | -               | -               | 1                 | 0                 | -                              | -                              | -                              | 14    | 7     |
| 2002      | Urawa Red Diamonds | J.League 1          | 24          | 15          | -               | -               | 6                 | 6                 | -                              | -                              | -                              | 30    | 21    |
| 2003      | Urawa Red Diamonds | J.League 1          | 25          | 18          | -               | -               | 9                 | 8                 | -                              | -                              | -                              | 34    | 26    |
| 2004      | Urawa Red Diamonds | J.League 1          | 26          | 27          | -               | -               | 6                 | 4                 | -                              | -                              | -                              | 32    | 31    |
| 2005      | Urawa Red Diamonds | J.League 1          | 12          | 4           | -               | -               | 5                 | 5                 | -                              | -                              | -                              | 17    | 9     |
| 2005-2006 | Al Sadd Doha       | Qatari League       | 7           | 6           | 1               | 0               | 3                 | 2                 | ACL                            | 1                              | 1                              | 12    | 9     |
| 2006-2007 | Al Sadd Doha       | Qatari League       | 25          | 18          | 3               | 1               | 8                 | 6                 | ACL                            | 2                              | 2                              | 38    | 27    |
| 2007-2008 | Stade rennais      | Ligue 1             | 3           | 0           | -               | -               | -                 | -                 | Coupe UEFA                     | 3                              | 0                              | 6     | 0     |
| 2007-2008 | Al Sadd Doha       | Qatari League       | 2           | 0           | 2               | 2               | 3                 | 2                 | ACL                            | 4                              | 2                              | 11    | 6     |
| 2008-2009 | Al Sadd Doha       | Qatari League       | -           | -           | -               | -               | 4                 | 8                 | ACL                            | 4                              | 2                              | 8     | 10    |
| 2009      | Flamengo           | Série A             | 14          | 7           | 5               | 3               | -                 | -                 | Sudamericana                   | 2                              | 0                              | 21    | 10    |
| 2009-2010 | Al Ain Club        | UAE Football League | 14          | 9           | 5               | 4               | -                 | -                 | ACL                            | 3                              | 1                              | 22    | 14    |
| 2010      | Fluminense         | Série A             | 12          | 8           | -               | -               | -                 | -                 | -                              | -                              | -                              | 12    | 8     |
| 2011      | Fluminense         | Série A             | -           | -           | -               | -               | -                 | -                 | Libertadores                   | 2                              | 0                              | 2     | 0     |
| 2011      | Corinthians        | Série A             | 33          | 6           | -               | -               | -                 | -                 | Libertadores                   | 0                              | 0                              | 33    | 6     |
| 2012      | Corinthians        | Série A             | 1           | 0           | -               | -               | -                 | -                 | Libertadores                   | 13                             | 5                              | 14    | 5     |

## Palmarès
- Vainqueur de la J. League 2 en 2000 avec Consadole Sapporo
- Meilleur joueur de la J. League en 2003 avec Urawa Red Diamonds
- Vainqueur de la Coupe de la ligue du Japon en 2003 avec Urawa Red Diamonds
- Meilleur buteur de la J. League en 2004 avec Urawa Red Diamonds
- Vainqueur de la Coupe du Japon de football en 2005 avec Urawa Red Diamonds
- Vainqueur de la Coupe Crown Prince de Qatar en 2006 avec Al Sadd Doha
- Vainqueur de la Coupe Sheikh Jassem de Qatar en 2006 avec Al Sadd Doha
- Vainqueur du Championnat du Qatar de football en 2005-2006 et 2006-2007 avec Al Sadd Doha
- Vainqueur de la Coupe du Qatar de football 2007 avec Al Sadd Doha
- Vainqueur du championnat du Brésil 2009 avec Flamengo
- Vainqueur du championnat du Brésil 2010 avec Fluminense
- Vainqueur du championnat du Brésil 2011 avec Corinthians
- Vainqueur de la Copa Libertadores 2012 avec Corinthians
- Vainqueur du Championnat du monde des clubs 2012 avec Corinthians

## Anecdote
- Il est surnommé « le Scorpion ».